# 藍塘道

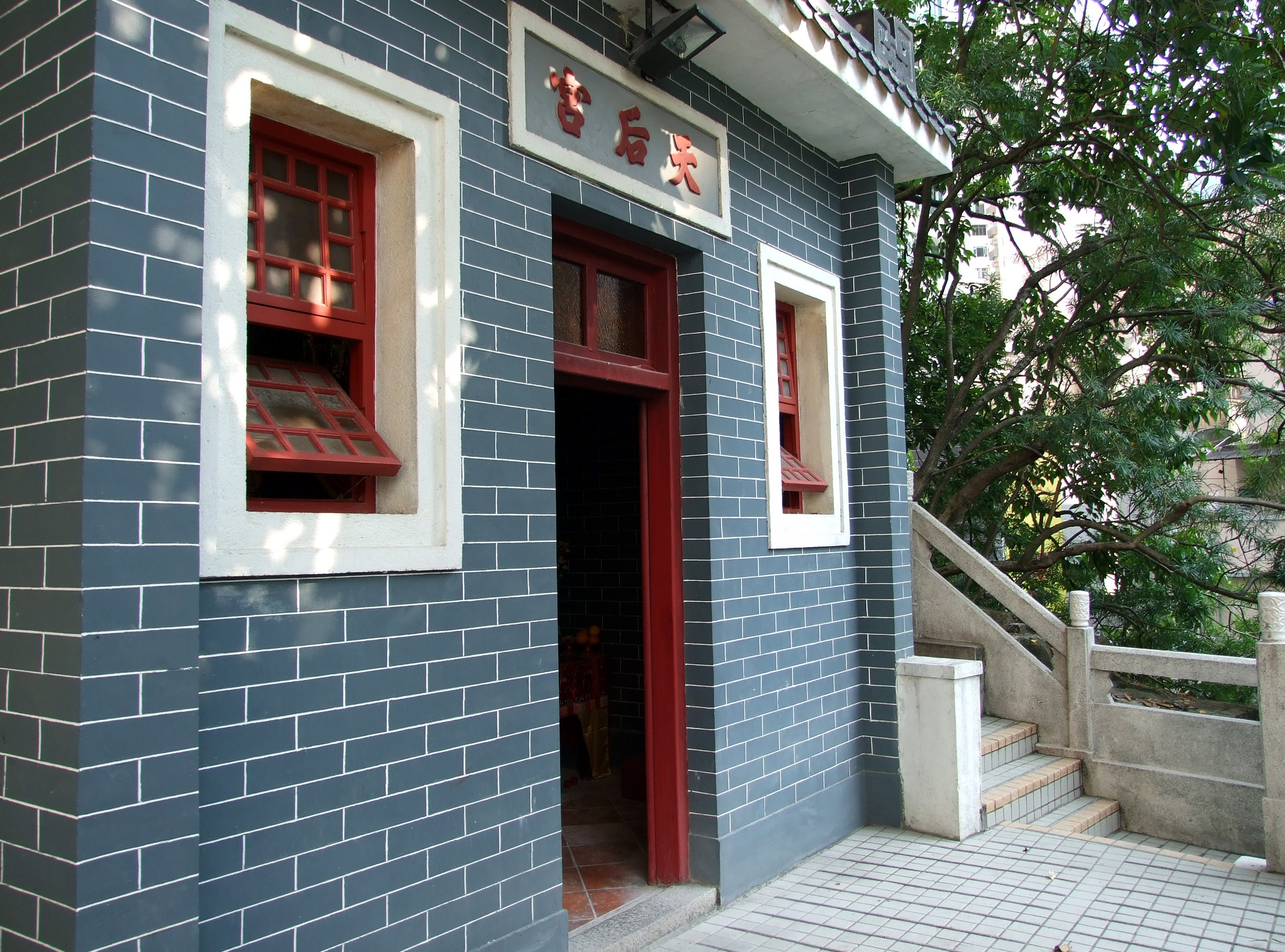
藍塘道9號黃泥涌譚公廟

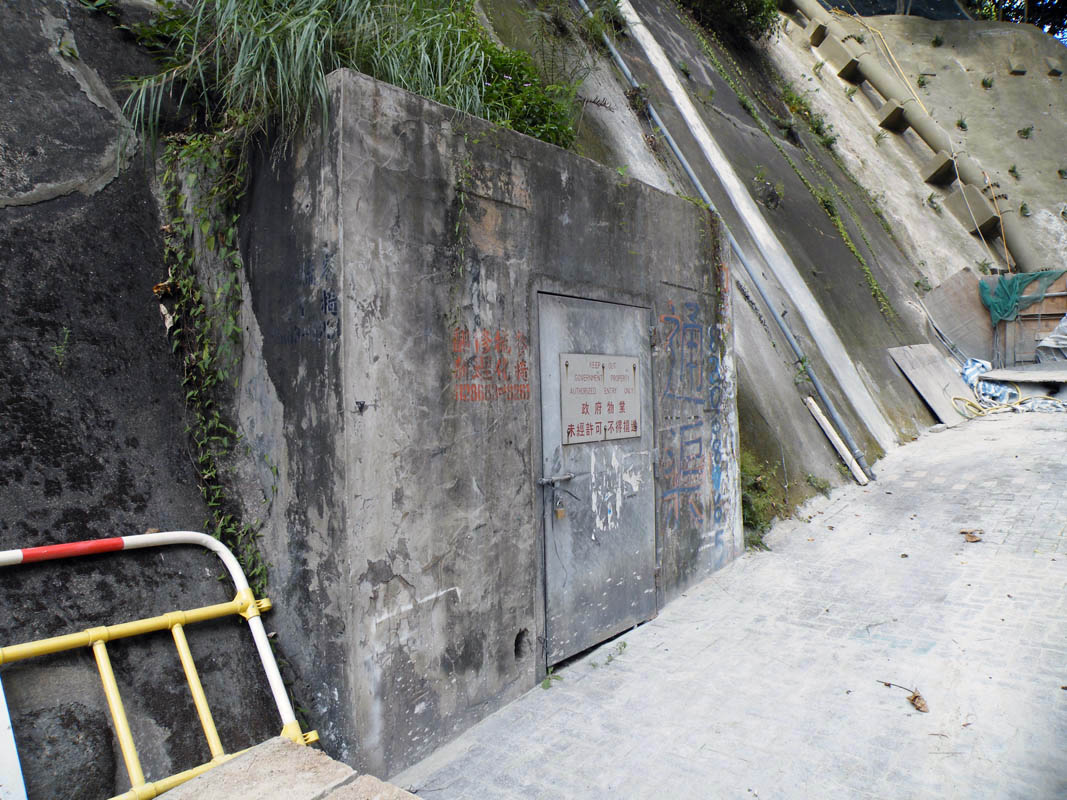
位於藍塘道42號的前防空洞入口

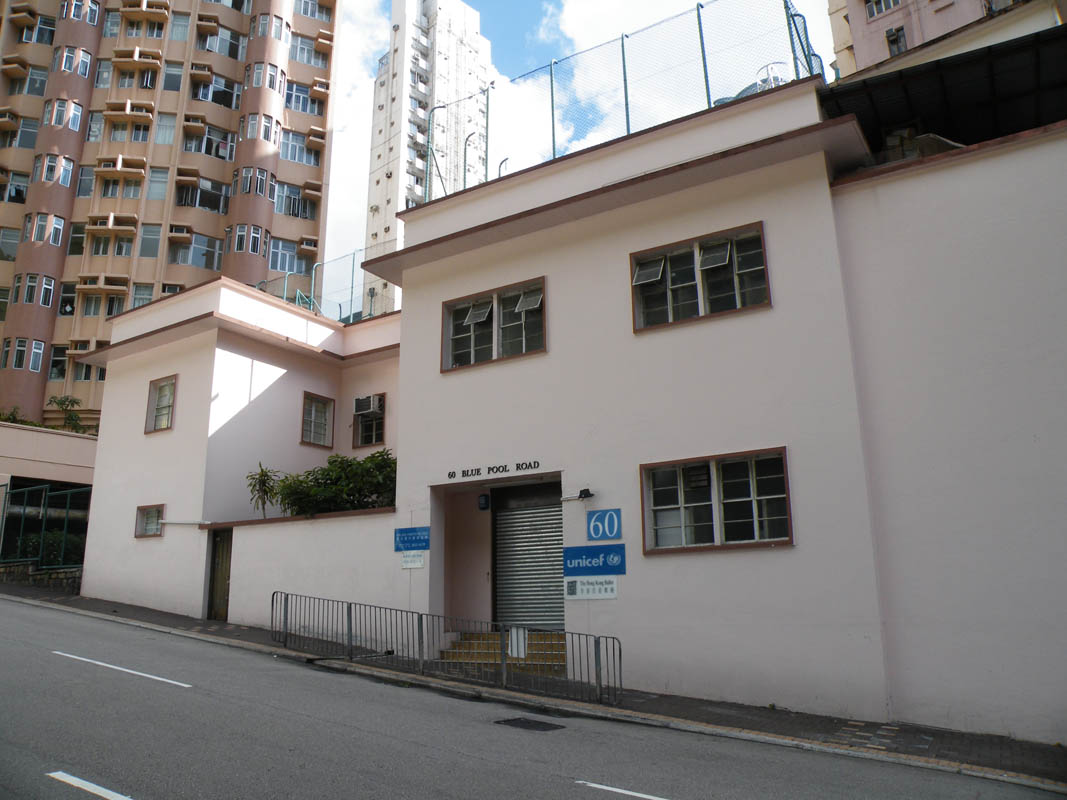
藍塘道60號聯合國兒童基金會香港委員會辦事處

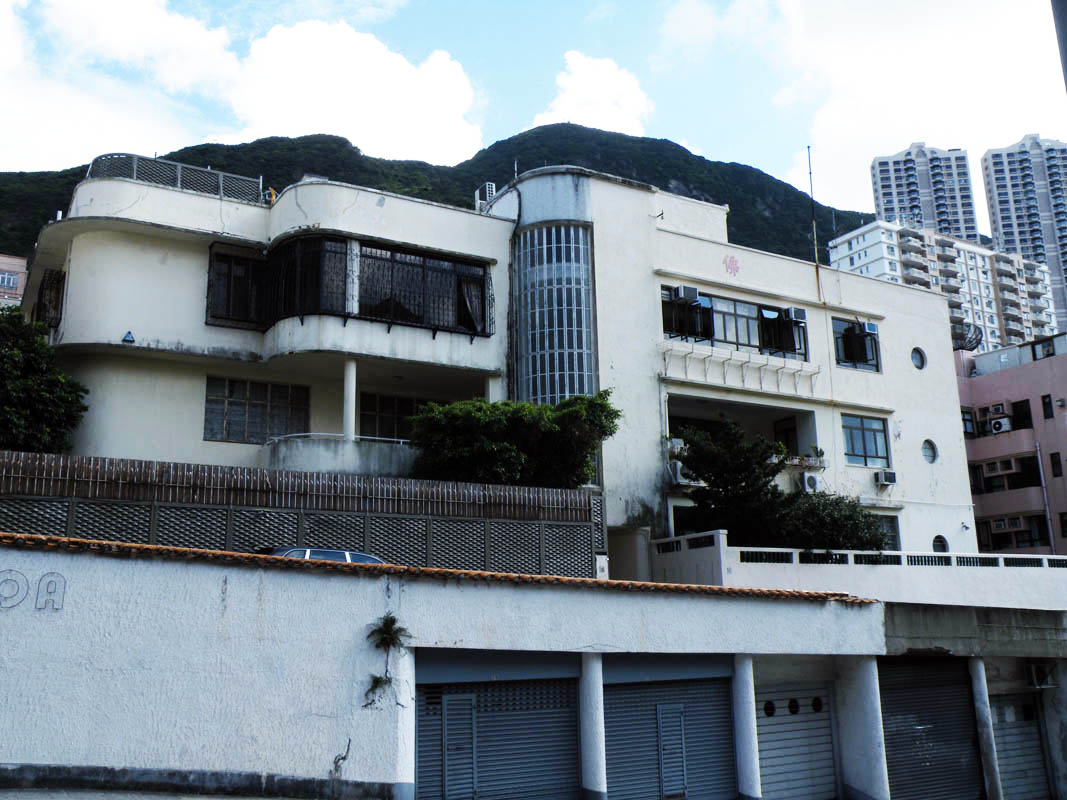
藍塘道118、120號

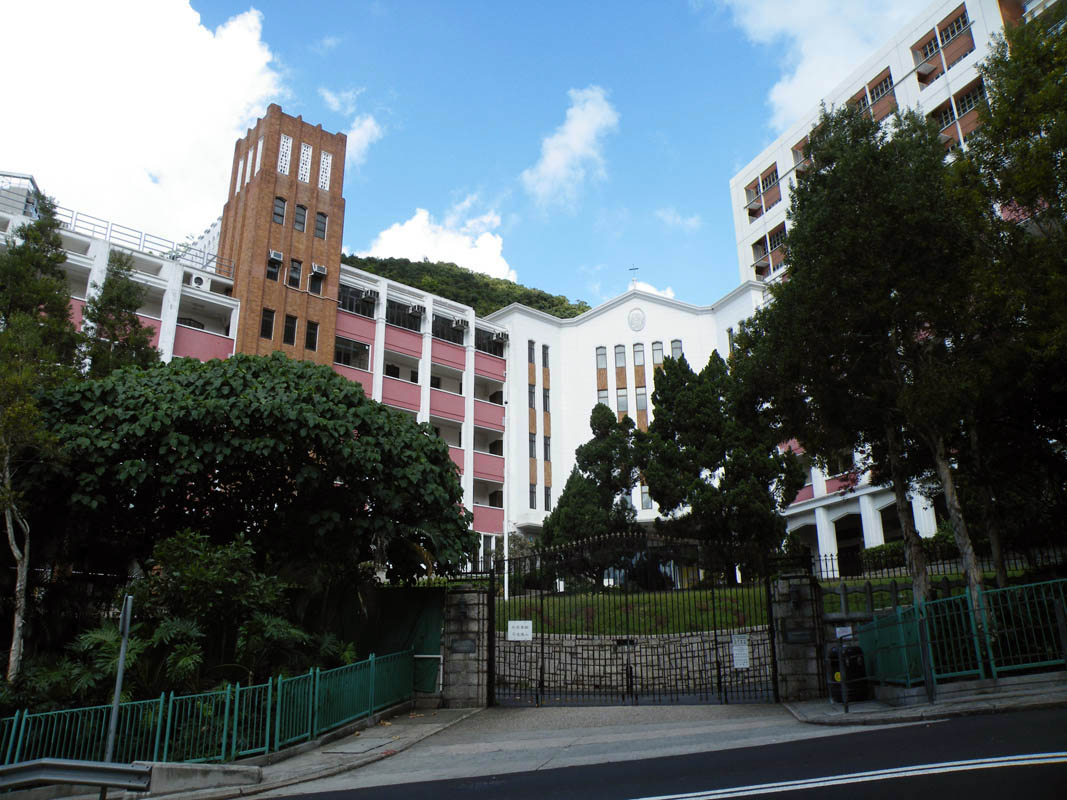
藍塘道123號瑪利曼中學入口

藍塘道（英語：Blue Pool Road）是香港島灣仔區跑馬地的一條上山道路，全長1.5公里。

## 位置
藍塘道分為兩段，互不相連。北段位於成和道以東，樂活道及大坑道以西，它連接跑馬地馬場之東南的黃泥涌道及山上的大坑道近黃泥涌峽道的迴旋處。而南段是一條上山路尽头，從大坑道近瑪利曼小學之處開始直到法國國際學校（中學部）門前作結。

## 歷史
藍塘道街名取自昔日跑馬地山腰的天然水潭「藍塘」，位於現今藍塘道和冬青道交界。其水源來自黃泥涌峽一帶的溪流，再經藍塘流出維多利亞港。由於當時水源清澈，在大約第一次世界大戰爆發之前還可以作沐浴之用。
經已消失的黃泥涌村是一個百年古老小農村，位於現今藍塘道附近，並向著斜坡向上延展。村落在英國人出現之前早已存在，由客家人吳氏和葉氏族人所建立，他們也來自中國大陸。隨著市區發展，村落慢慢被城市化，並於1920年代始重建成各式住宅樓宇，並設有多條街道，包括藍塘道。
在1941年12月18日至20日香港保衛戰期間，香港義勇防衞軍曾被派往黃泥涌峽一帶參與戰事，並分批駐守藍塘道等多個地點，其後失守。同年12月22日，藍塘道發生日軍屠殺華籍平民的事件，有大約30位平民被殺。
經過數十年的變遷，今日的藍塘道一帶已經成為豪宅區，北段起點一帶多為單幢式豪宅，有些更可享跑馬地馬場景；而終點為中低密度豪宅區，環境清幽，居民多為名人及作風低調的富豪。不過大部分樓宇發展規模並不算宏大，很多樓宇也只有約數十伙單位。至於大坑道以南的南段則以學校為主。

## 沿路著名景點
藍塘道是一條斜路，其中有幾段的路面十分陡峭。北段是豪宅區，也有一些商舖和幾間歷史頗久的精品酒店；而南段則以學校為主。

### 北段
- 9號：該處有黃泥涌譚公廟和黃泥涌天后宮，並座落於雲地利道的路邊小山上，善信要徒步石級十數而至其廟宇。譚公廟於1901年由黃泥涌村村民興建，用以取代位於養和醫院現址附近之山坡、因市區發展而遭拆卸的舊譚公廟。[4]相傳舊廟拆卸之後，有一位自稱譚公化身的神童坐在現今譚公廟所在之處，命令當地村民於該處建廟，故被村民認為該處是譚公心目中的興建新廟之地點，並需要興建新廟以繼續廟統。在第二次世界大戰期間，有一炸彈投於廟前，若然爆炸會導致數百人喪生，但最後未有爆炸，被認為是譚公顯靈的證據。[3]而天后宮位於譚公廟後座，[14]亦於1901年興建。[15]該兩座廟宇後來於1929年被華人廟宇委員會接管至今。[4]
- 60號：聯合國兒童基金會香港委員會辦事處[16]和香港芭蕾舞團總部[17]所在處。前為賽馬會小學。
- 118及120號：由兩座半獨立房屋所形成的一個建築物，該地於1937年由余仁生創辦人余廣培之子余東旋購下，再於1939年至1940年間建成這些房屋，而余東旋本人同時也在藍塘道和蟠龍道一帶擁有其他物業。該建築物樓高三層，採用國際現代主義風格（International Modern Style），[18]並於2010年1月22日被列為三級歷史建築。[19]
- 123號：瑪利曼中學，著名天主教女校，於1957年遷至此處。

### 南段
- 157號：香港日本人學校（小學部香港校），1976年創校。[9]
- 165號：法國國際學校（中學部），位於藍塘道南段盡頭處。[20]

## 交匯道路

### 北段
- 黃泥涌道
- 雲地利道
- 載德街
- 源遠街
- 綿發街
- 成和道
- 冬青道
- 箕璉坊
- 蟠龍道
- 比雅道
- 箕璉坊
- 大坑道

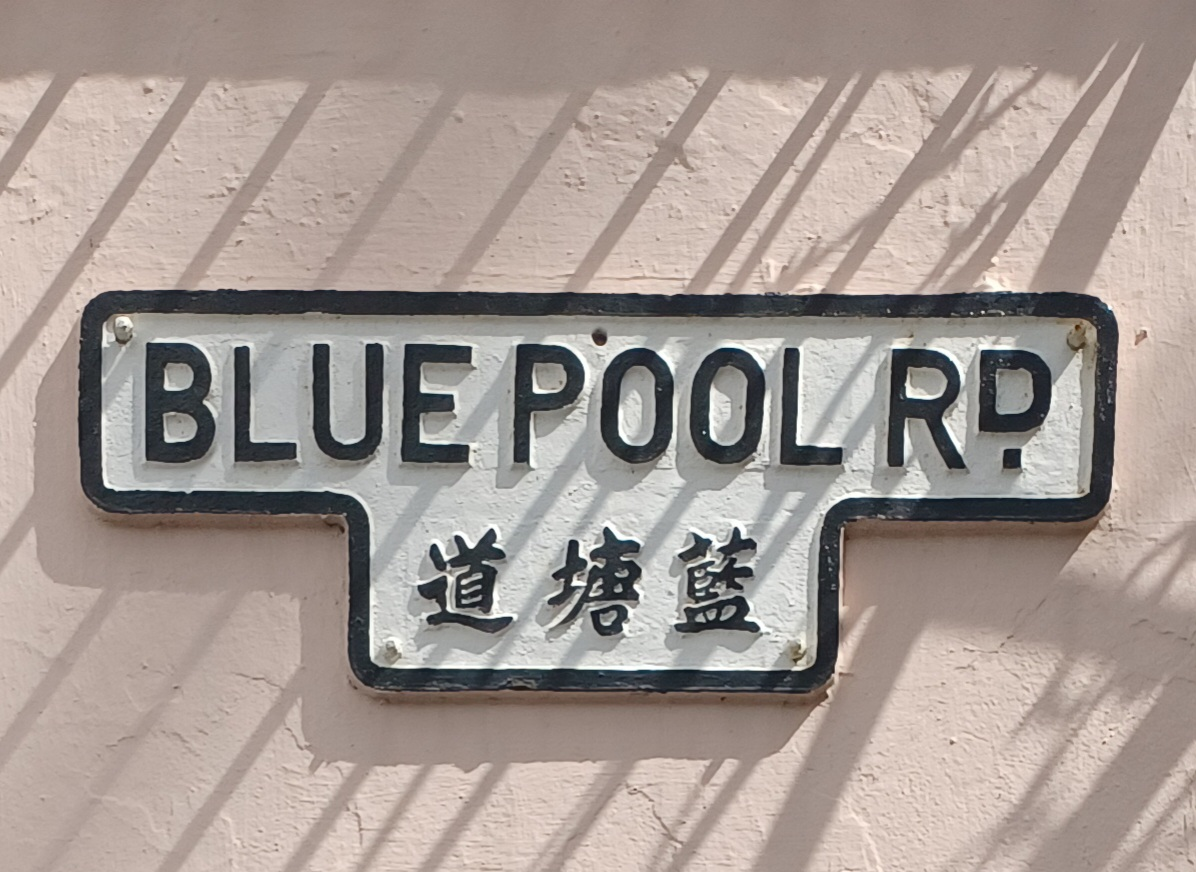
藍塘道117號圓角T型街牌
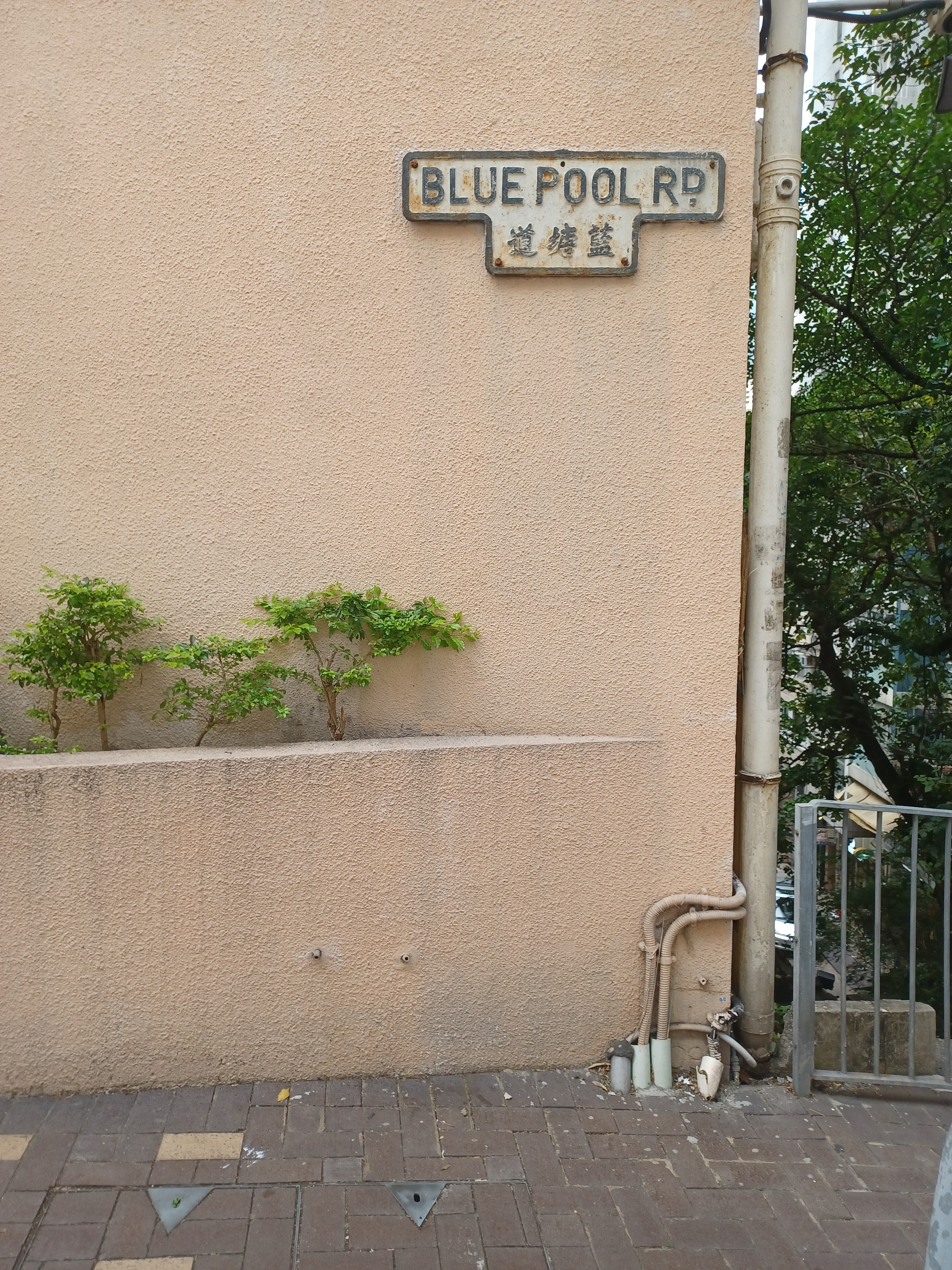
藍塘道58號圓角T型街牌
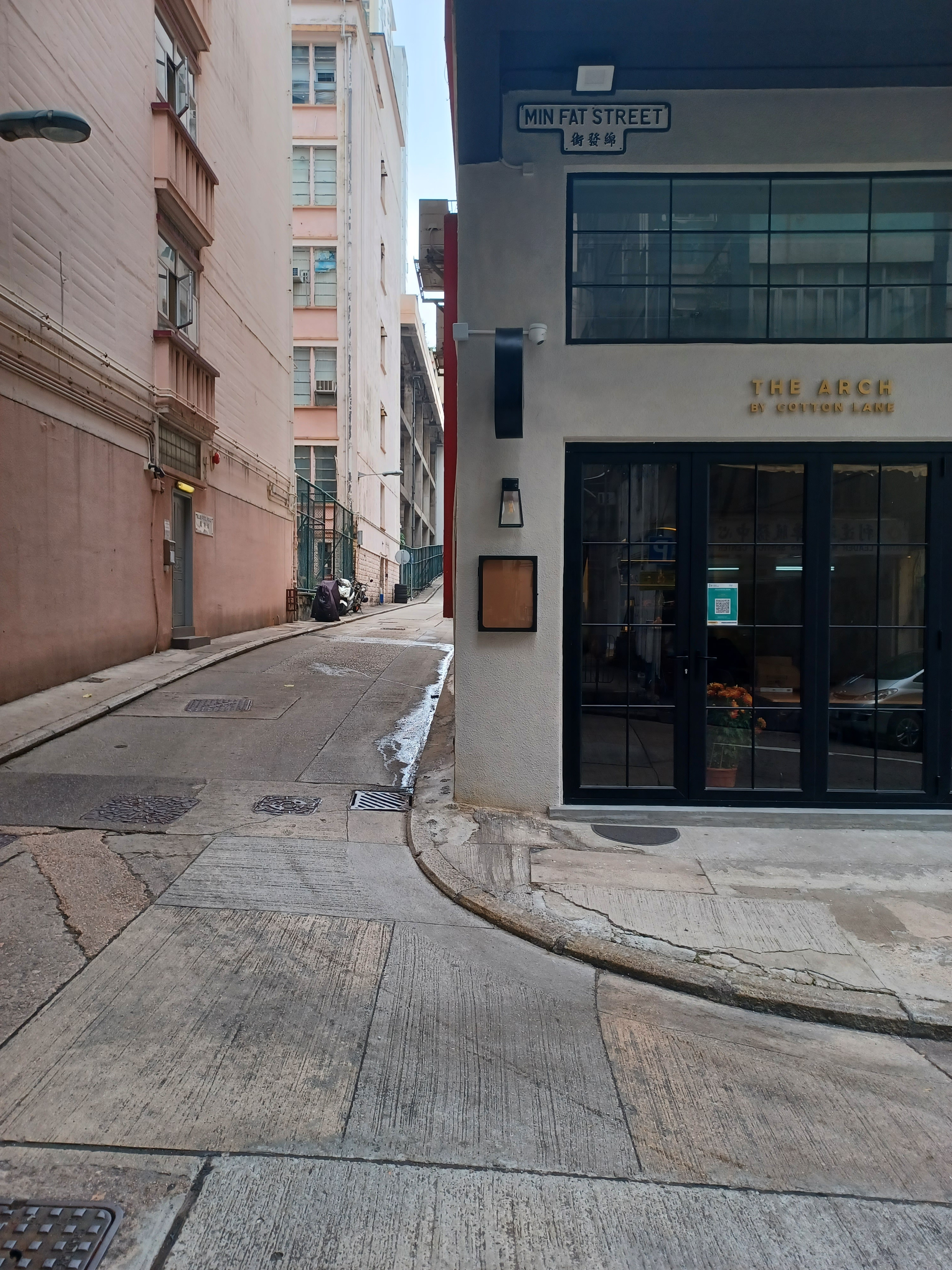
綿發街16號圓角T型街牌
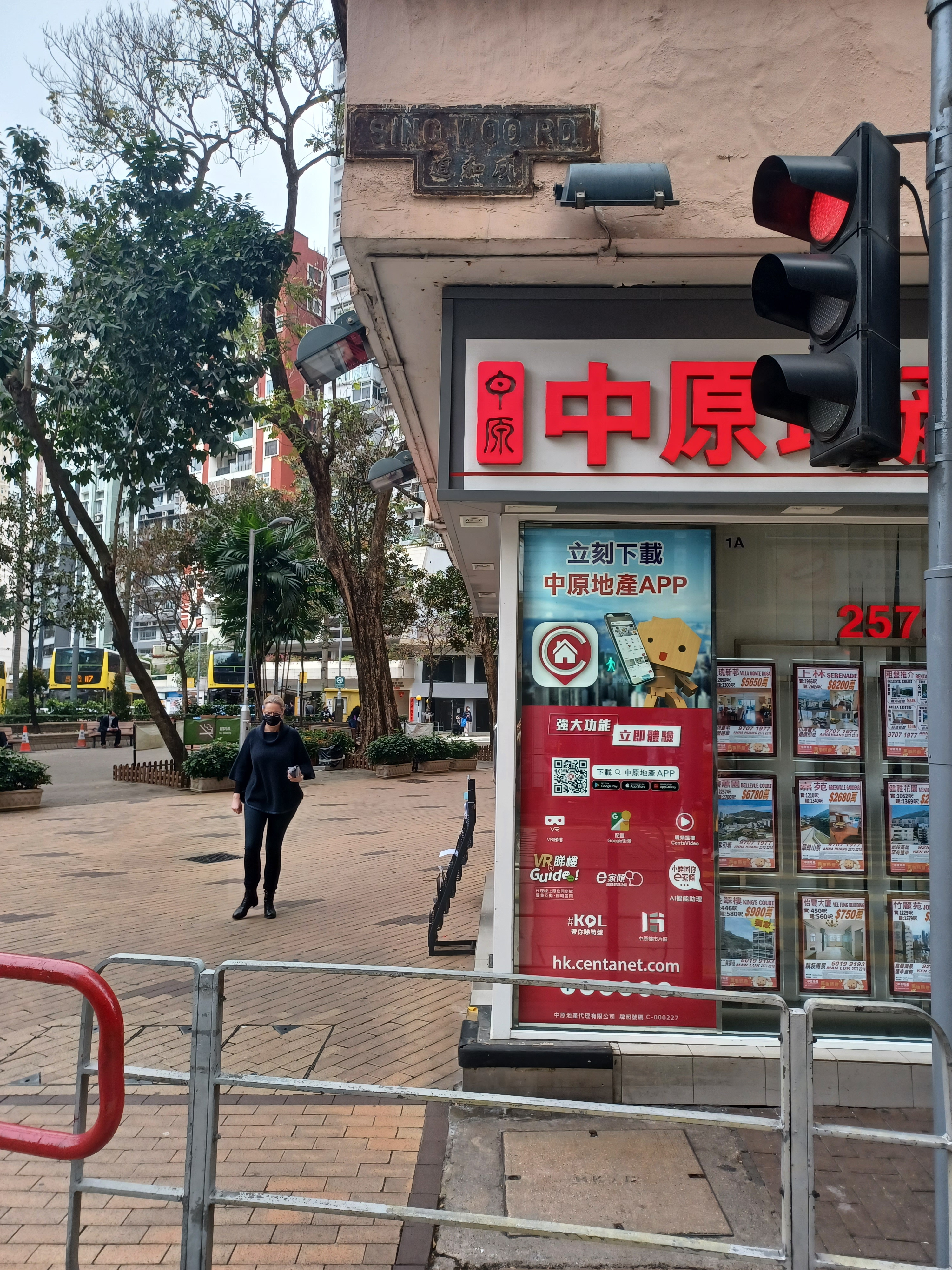
成和道1A-1C號凹角T型街牌
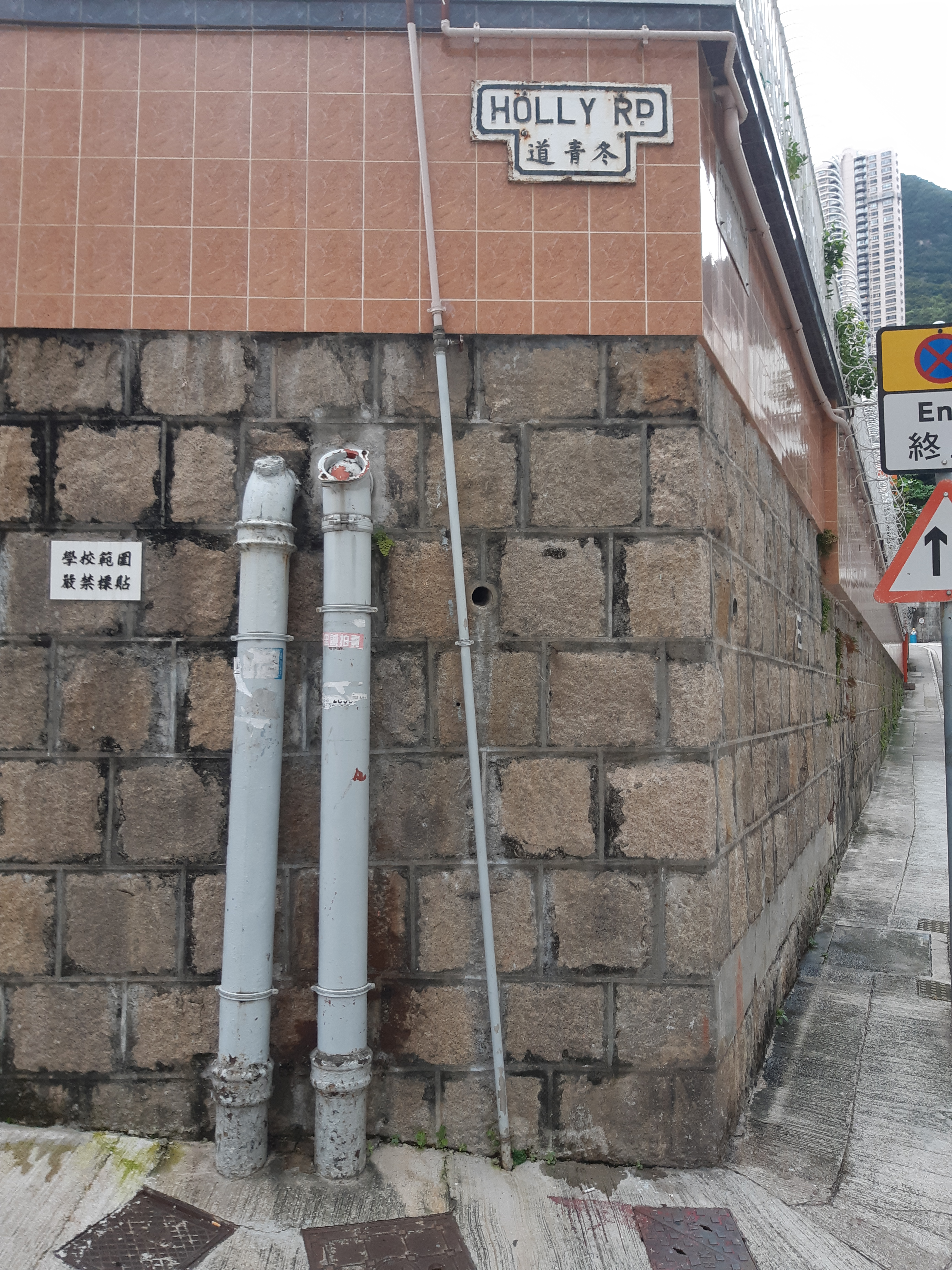
冬青道9號凹角T型街牌
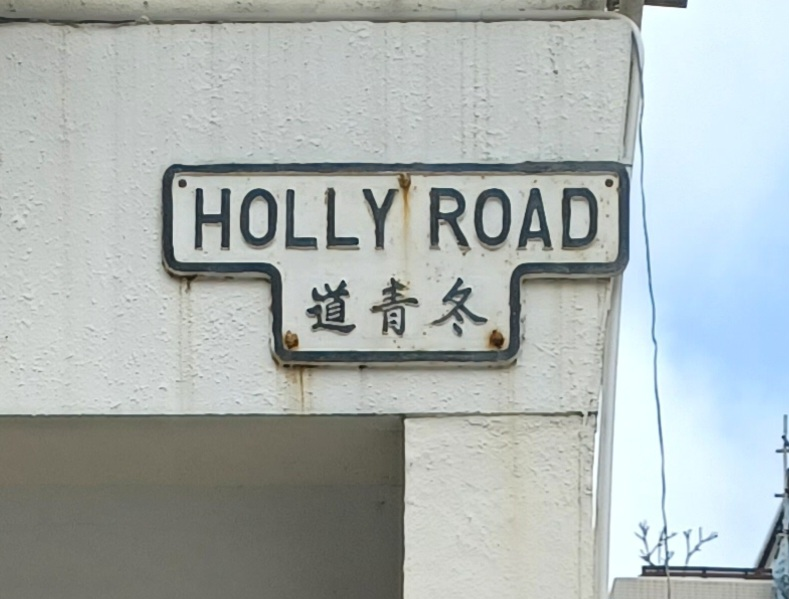
冬青道2號圓角T型街牌
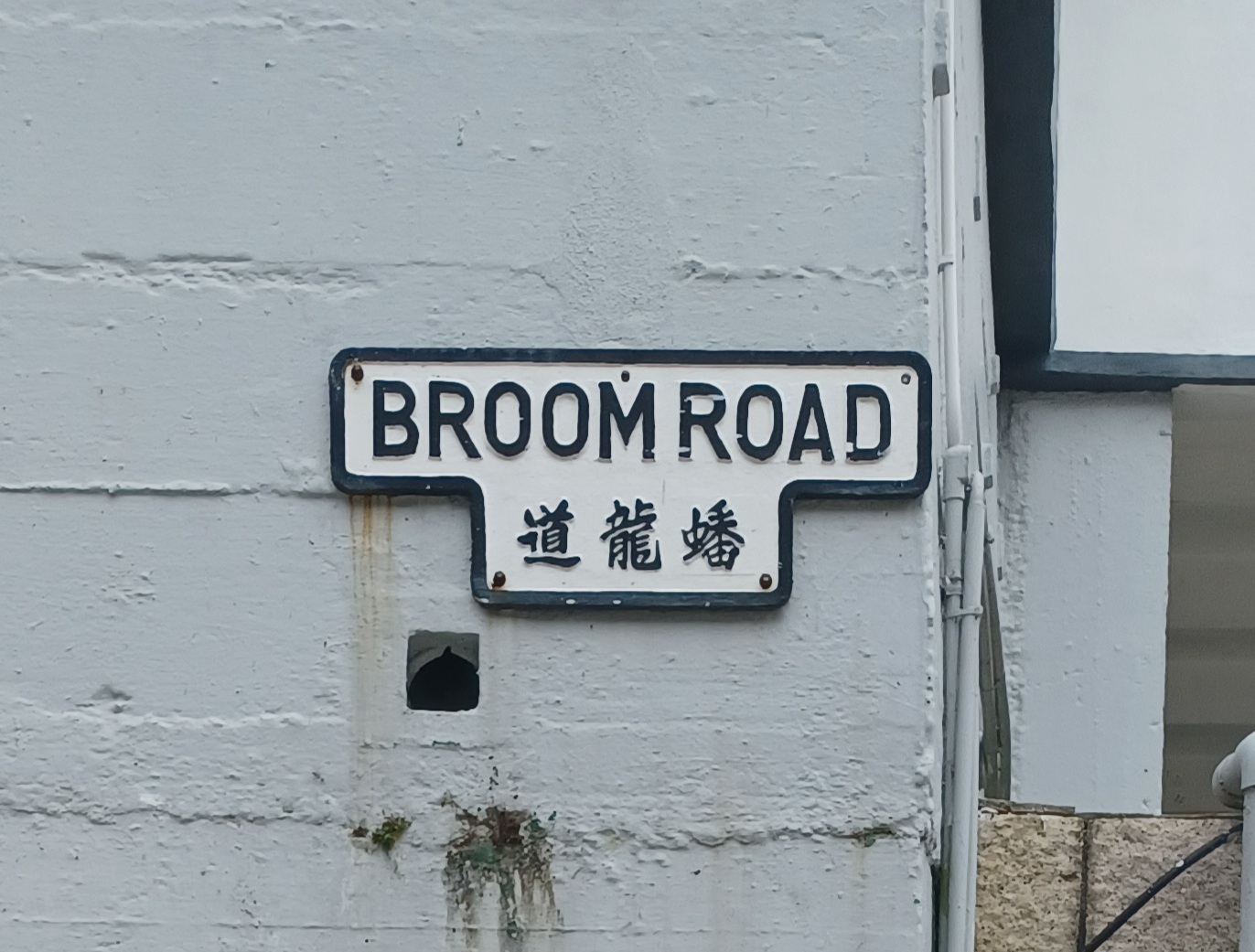
蟠龍道圓角T型街牌
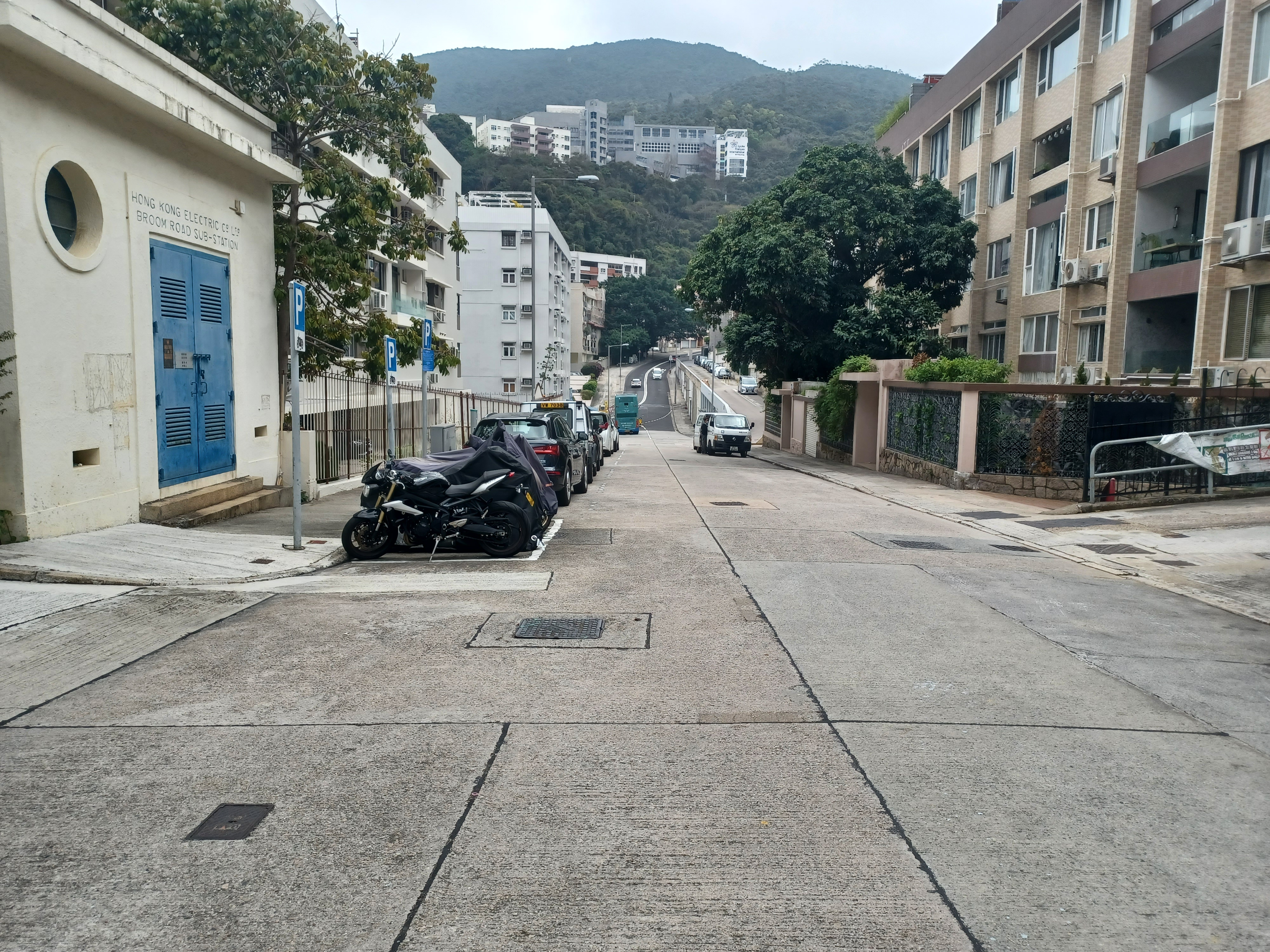
蟠龍道
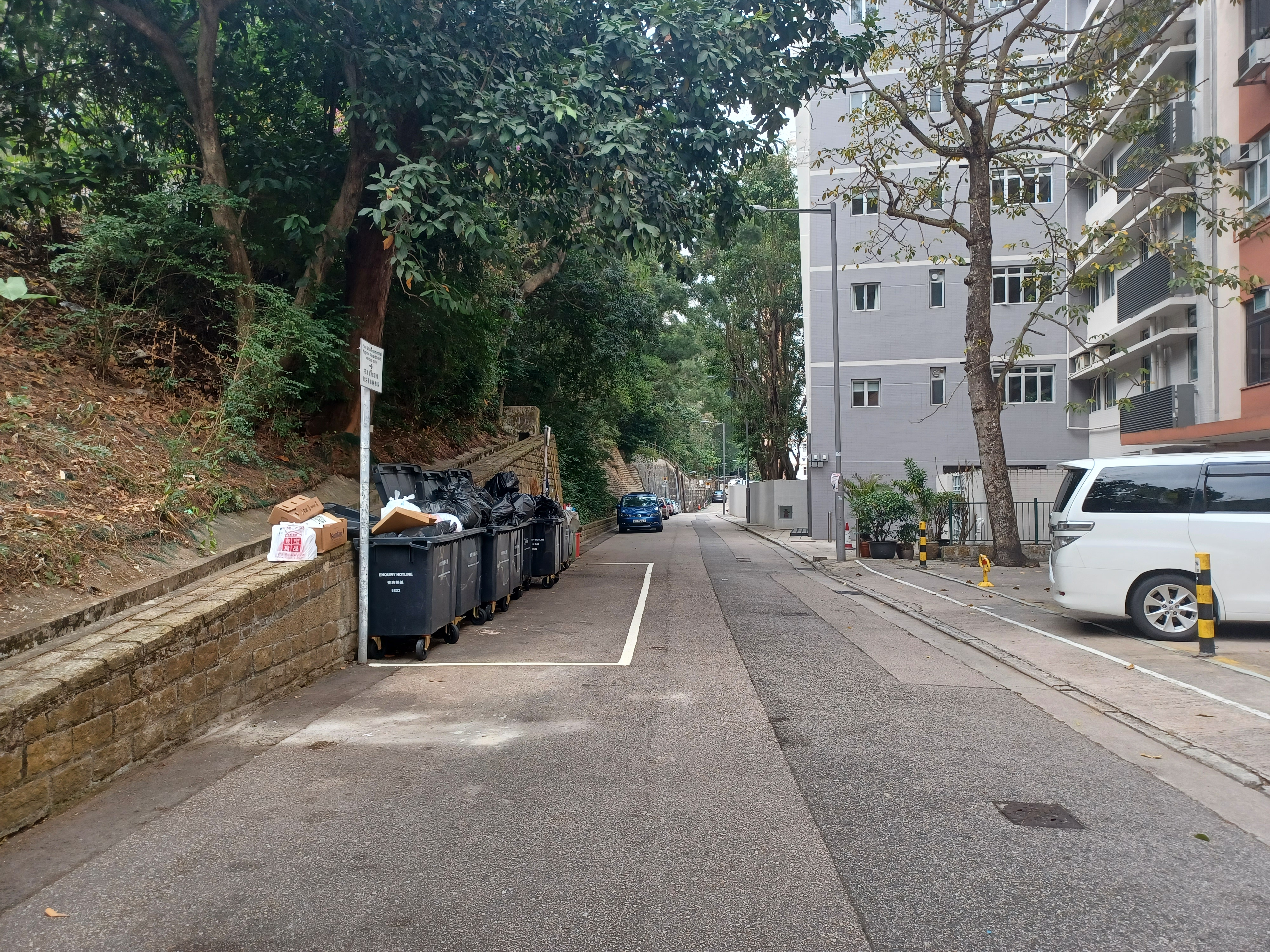
箕璉坊23號
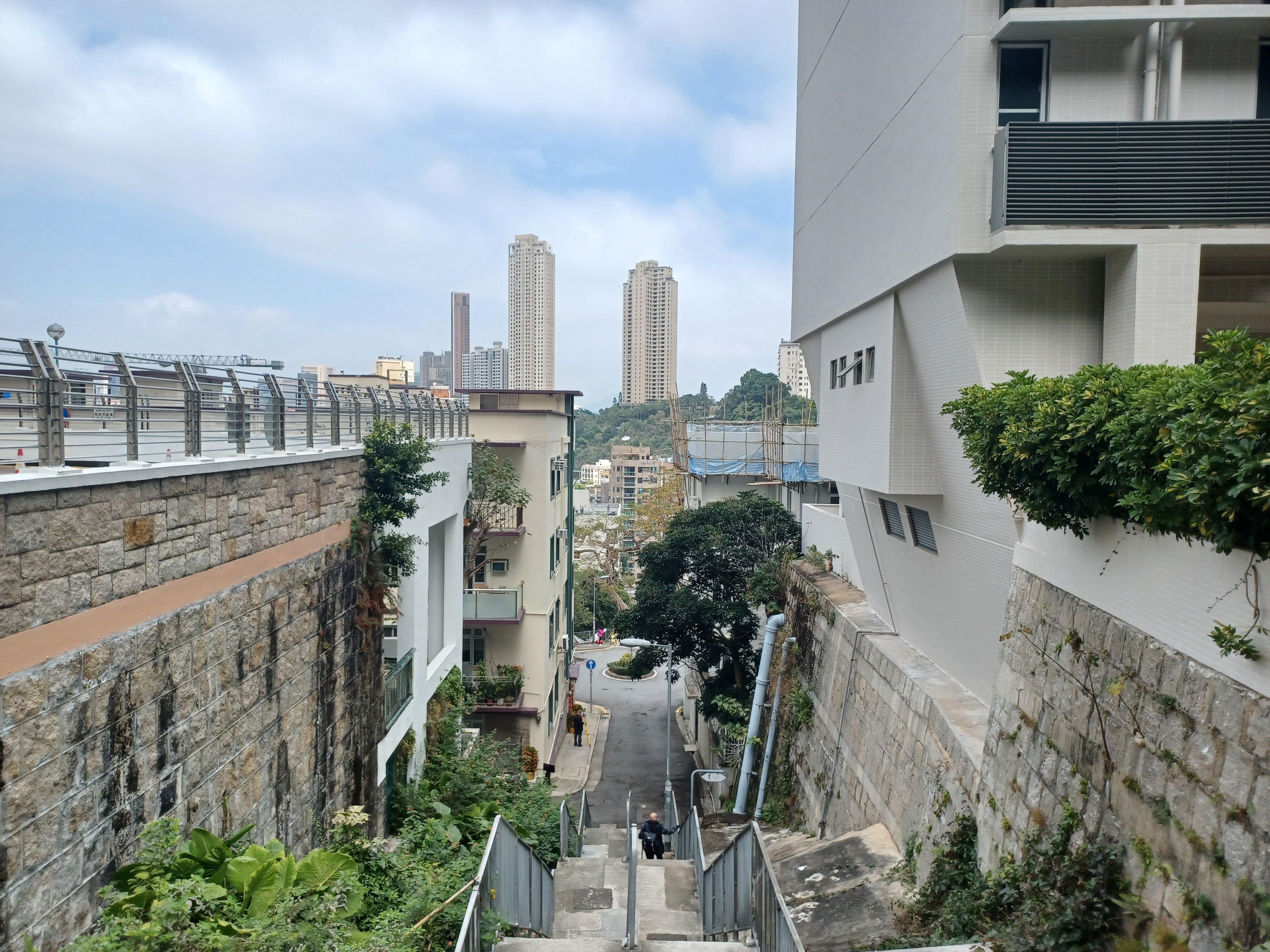
箕璉坊32號
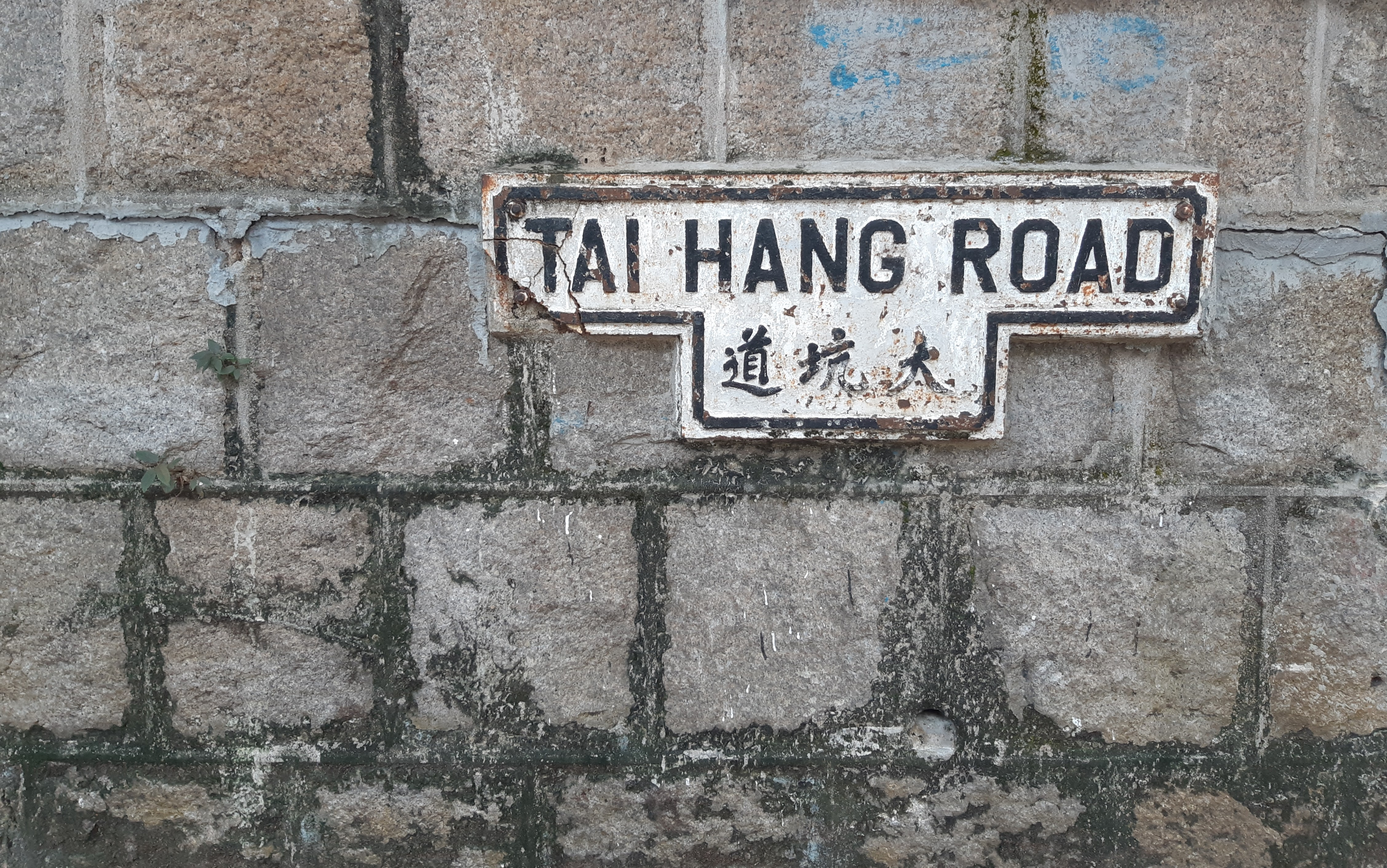
大坑道2號凹角T型街牌

### 南段
- 大坑道

## 交通
現時有城巴的1號線（來往中環（港澳碼頭）及跑馬地（上））、1M線（來往會展站及黃泥涌峽）、8X線（來往小西灣（藍灣半島）及大坑道）和A17線（來往深灣及機場）途經藍塘道。另外，香港島專線小巴5號線（來往香港仔中心及駱克道）也途經藍塘道。香港電車的跑馬地總站位於藍塘道北段起點附近。
跑馬地（下）巴士總站也位於藍塘道北段起點位置。但所有使用該站的巴士路線均只從黃泥涌道出入口處出入，而不駛入藍塘道其餘部分。

## 參看
- 跑馬地
- 黃泥涌村
- 黃泥涌峽
- 黃泥涌道
- 大坑道
- 成和道
- 樂活道

## 外部連結
- Google地圖：藍塘道
- 關於藍塘道防空洞更多資料 （页面存档备份，存于）
- 藍塘道23-39的更多資料 （页面存档备份，存于）

22°16′05″N 114°11′16″E / 22.268109°N 114.187689°E